# Elmar Fischer
Elmar Fischer (6. října 1936, Feldkirch – 19. ledna 2022) byl rakouský římskokatolický kněz a emeritní biskup Feldkirchu.

## Život
Narodil se 6. října 1936 ve Feldkirchu. V letech 1950/1955 studoval na odborné škole učitelů v rodném městě. Od roku 1962 začal studovat na Leopold-Franzens-Universität Innsbruck teologii. Roku 1969 získal doktorát z teologie.
Dne 29. června 1961 byl biskupem Brunem Wechnerem vysvěcen na kněze. Působil jako kaplan v Lustenau/Rheindorf a farní administrátor ve Sibratsgfällu. V letech 1970/1982 byl rektorem Studieninternates Marianum v Bregenzi a od roku 1974 do roku 1990 ředitelem diecézního institutu pro manželství, rodinu a život.
Dne 6. března 1989 byl biskupem Klausem Küngem jmenován generálním vikářem diecéze Feldkirch. Dne 27. února 1990 ho papež Jan Pavel II. jmenoval Prelátem Jeho Svatosti. Od 7. října 2004 byl stálým zástupcem biskupa Klause Künga, který byl apoštolským vizitátorem a později biskupem diecéze St. Pölten.
Dne 24. května 2005 byl zvolen biskupem Feldkirchu. Biskupské svěcení přijal 3. července 2005 z rukou biskupa Klause Künga a spolusvětiteli byli arcibiskup Alois Kothgasser a biskup Alfredo Schäffler.
Dne 15. listopadu 2011 papež Benedikt XVI. přijal jeho rezignaci na post biskupa Feldkirchu, z důvodu dosažení kanonického věku.
Jednou prohlásil, že homosexualita je duševní nemoc, která jde vyléčit, za což se však později omluvil.